# Elseya albagula
Elseya albagula is een schildpad uit de familie slangenhalsschildpadden (Chelidae). De soort werd voor het eerst wetenschappelijk beschreven door Homson. De schildpad werd voor het eerst wetenschappelijk beschreven door Scott A. Thomson, Arthur Georges en Colin J. Limpus in 2006, zodat nog niet alle literatuur de soort vermeld. Later werd de wetenschappelijke naam Elseya dentata albagula gebruikt. De soortaanduiding albagula  is afgeleid van alba, 'wit' en gula, 'keel'. Deze naam verwijst naar de witte keel van de vrouwelijke exemplaren.

## Naam en indeling
De wetenschappelijke naam van de soort werd voor het eerst voorgesteld door Scott A. Thomson, Arthur Georges en Colin J. Limpus in 2006, zodat nog niet alle literatuur de soort vermeld. Later werd de wetenschappelijke naam Elseya dentata albagula gebruikt. De soortaanduiding albagula  is afgeleid van alba, 'wit' en gula, 'keel'. Deze naam verwijst naar de witte keel van de vrouwelijke exemplaren.

## Uiterlijke kenmerken
De schildpad kan een schildlengte bereiken van 45 centimeter en is hiermee een relatief grote soort. Het rugschild is breed ovaal van vorm en heeft een donkerbruine tot zwarte kleur. Het buikschild van de vrouwtjes heeft een gele kleur, dat van de mannetjes is juist donker gekleurd. De schildpad is te onderscheiden van andere soorten uit het geslacht door het smalle tussenkeelschild en de vrij puntige uitsteeksels aan de marginaalschilden, vooral bij juveniele dieren.
De kop is breed en draagt twee baarddraden aan de onderzijde van de kin. Zowel de kin als de onderzijde van de kop zijn voorzien van witte vlekken, vooral bij de vrouwtjes. De bovenzijde van de kop is sterk gegroefd, aan de bovenzijde van de nek zijn vele ronde uitsteekseltjes aanwezig.

## Verspreiding en habitat
Elseya albagula komt endemisch voor in Australië maar alleen in het noordoosten van het land in Queensland. De soort leeft hier in de riviersystemen van de Fitzroy, de Burnett en de Mary. De habitat bestaat uit permanente, stromende wateren met een bodem die bestaat uit zand of grind.

## Levenswijze
De volwassen schildpad is overwegend herbivoor, op het menu staat vooral plantaardig materiaal zoals fruit, waterplanten en bladeren. Jongere dieren echter zijn voornamelijk carnivoor en leven van kleine waterdiertjes. De vrouwtjes zijn na ongeveer vijftien tot twintig jaar volwassen, ze zetten vanaf dat moment waarschijnlijk ieder jaar eieren af. De eieren worden van de herfst tot de lente afgezet en de embryo's gaan in een soort winterslaap voordat ze in het begin van de zomer uitkomen. komen De schildpad kan tien tot 55 kilometer in overstroomde gebieden afleggen op zoek naar een nestplaats of een betere leefomgeving, maar blijft bij voorkeur in de buurt van een enkel oppervlaktewater. Van Elseya albagula is bekend dat aan een groot deel van de zuurstofbehoefte wordt voldaan door onder water te 'ademen', waarbij zuurstof wordt onttrokken aan het water in de keel.